# Rybník Vidlák
Rybník Vidlák este o arie protejată (arie specială de conservare — SAC, sit de importanță comunitară — SCI) din Republica Cehă întinsă pe o suprafață de 5,86 ha, integral pe uscat.

## Localizare
Centrul sitului Rybník Vidlák este situat la coordonatele 49°50′29″N 15°12′22″E / 49.841389°N 15.206111°E.

## Înființare
Situl Rybník Vidlák a fost declarat sit de importanță comunitară în noiembrie 2009 pentru a proteja 1 specie de plante. Situl a fost protejat și ca arie specială de conservare în august 2018.

## Biodiversitate
Situată în ecoregiunea continentală, aria protejată conține 1 habitat natural: Ape stătătoare oligotrofe până la mezotrofe, cu vegetație de Littorelletea uniflorae și/sau de Isoëto-Nanojuncetea.
La baza desemnării sitului se află o specie protejată de  plante: Coleanthus subtilis.